# Кларксон (Кентуккі)
Кларксон (англ. Clarkson) — місто (англ. city) в США, в окрузі Ґрейсон штату Кентуккі. Населення — 933 особи (2020).

## Географія
Кларксон розташований за координатами 37°29′35″ пн. ш. 86°13′34″ зх. д. / 37.49306° пн. ш. 86.22611° зх. д. (37.493096, -86.226153).  За даними Бюро перепису населення США в 2010 році місто мало площу 2,78 км², з яких 2,75 км² — суходіл та 0,03 км² — водойми.

## Демографія
Згідно з переписом 2010 року, у місті мешкало 875 осіб у 386 домогосподарствах у складі 226 родин. Густота населення становила 315 осіб/км².  Було 439 помешкань (158/км²).
Расовий склад населення:
| - 97,4 % — білих - 0,6 % — корінних американців - 0,1 % — чорних або афроамериканців - 1,0 % — осіб інших рас |

До двох чи більше рас належало 0,9 %. Частка іспаномовних становила 1,7 % від усіх жителів.
За віковим діапазоном населення розподілялося таким чином: 24,9 % — особи молодші 18 років, 60,4 % — особи у віці 18—64 років, 14,7 % — особи у віці 65 років та старші. Медіана віку мешканця становила 34,7 року. На 100 осіб жіночої статі у місті припадало 99,3 чоловіків;  на 100 жінок у віці від 18 років та старших — 88,8 чоловіків також старших 18 років.
Середній дохід на одне домашнє господарство  становив 27 701 долар США (медіана — 22 500), а середній дохід на одну сім'ю — 35 100 доларів (медіана — 31 696). Медіана доходів становила 23 846 доларів для чоловіків та 23 333 долари для жінок. За межею бідності перебувало 35,6 % осіб, у тому числі 53,1 % дітей у віці до 18 років та 13,7 % осіб у віці 65 років та старших.
Цивільне працевлаштоване населення становило 301 осіб. Основні галузі зайнятості: виробництво — 30,6 %, роздрібна торгівля — 12,3 %, освіта, охорона здоров'я та соціальна допомога — 11,6 %.